# Hoppengarten
Hoppengarten ist ein Ort in der Gemeinde Windeck im Rhein-Sieg-Kreis. Hoppengarten wird von der Landesstraße 333 tangiert und von der Eisenbahn mit der hochliegenden Siegtalstrecke durchschnitten.

## Lage
Hoppengarten liegt am nördlichen rechten Siegufer und gehört somit geographisch zum Bergischen Land und zum Nutscheid. Nachbarorte sind Kaltbachmühle und Röcklingen im Westen und Rossel mit Wilberhofen im Osten.

## Geschichte
1885 bestand Hoppengarten aus vierzig Häusern und hatte 194 Einwohner. Der dazugehörende Hof Wilhelmshöhe hatte ein Wohnhaus mit sieben Einwohnern. Am 15. September 2019 feierte das Dorf an der Sieg sein 500-jähriges Bestehen.

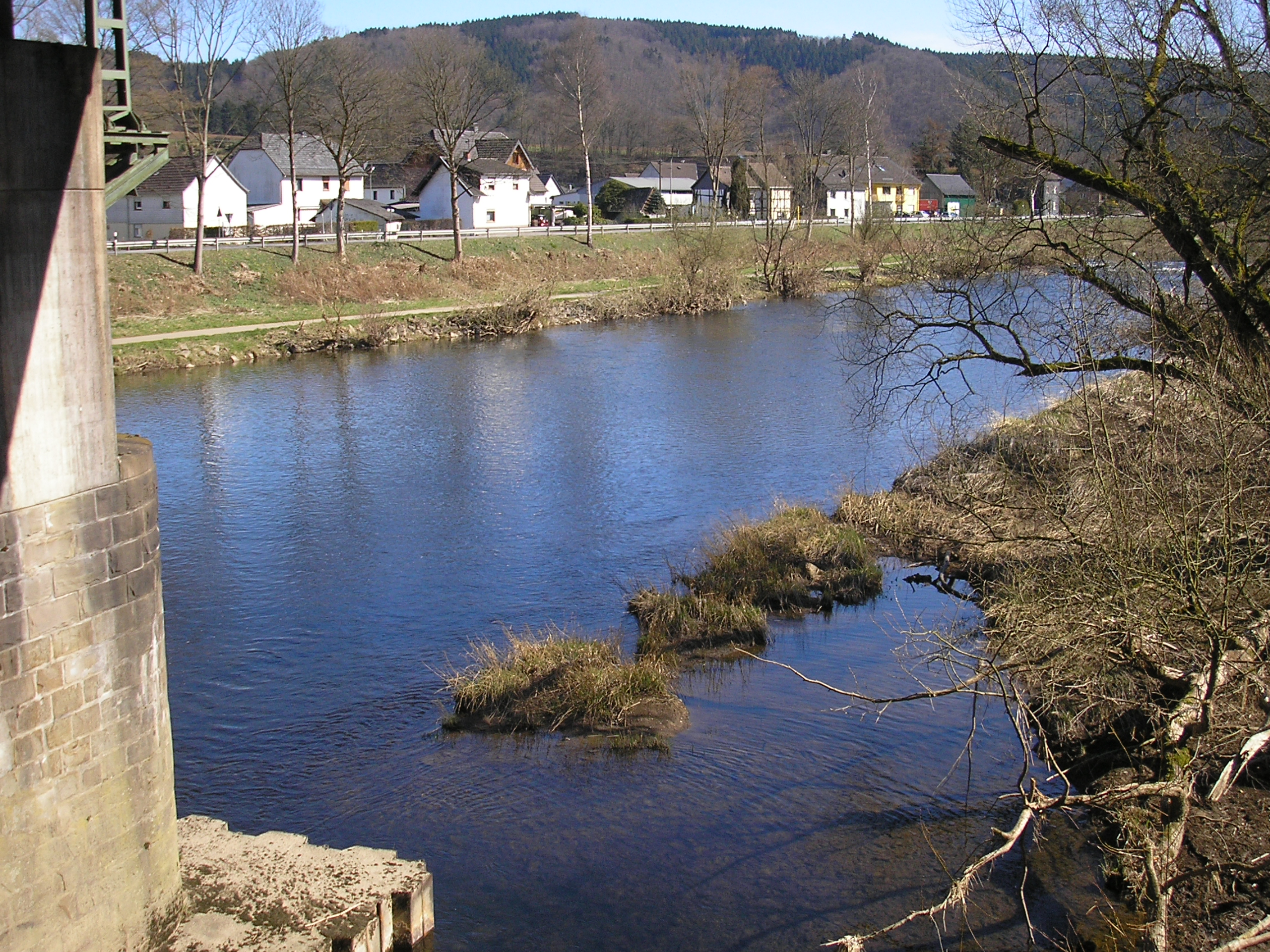
Hoppengarten, oberhalb der Brücke
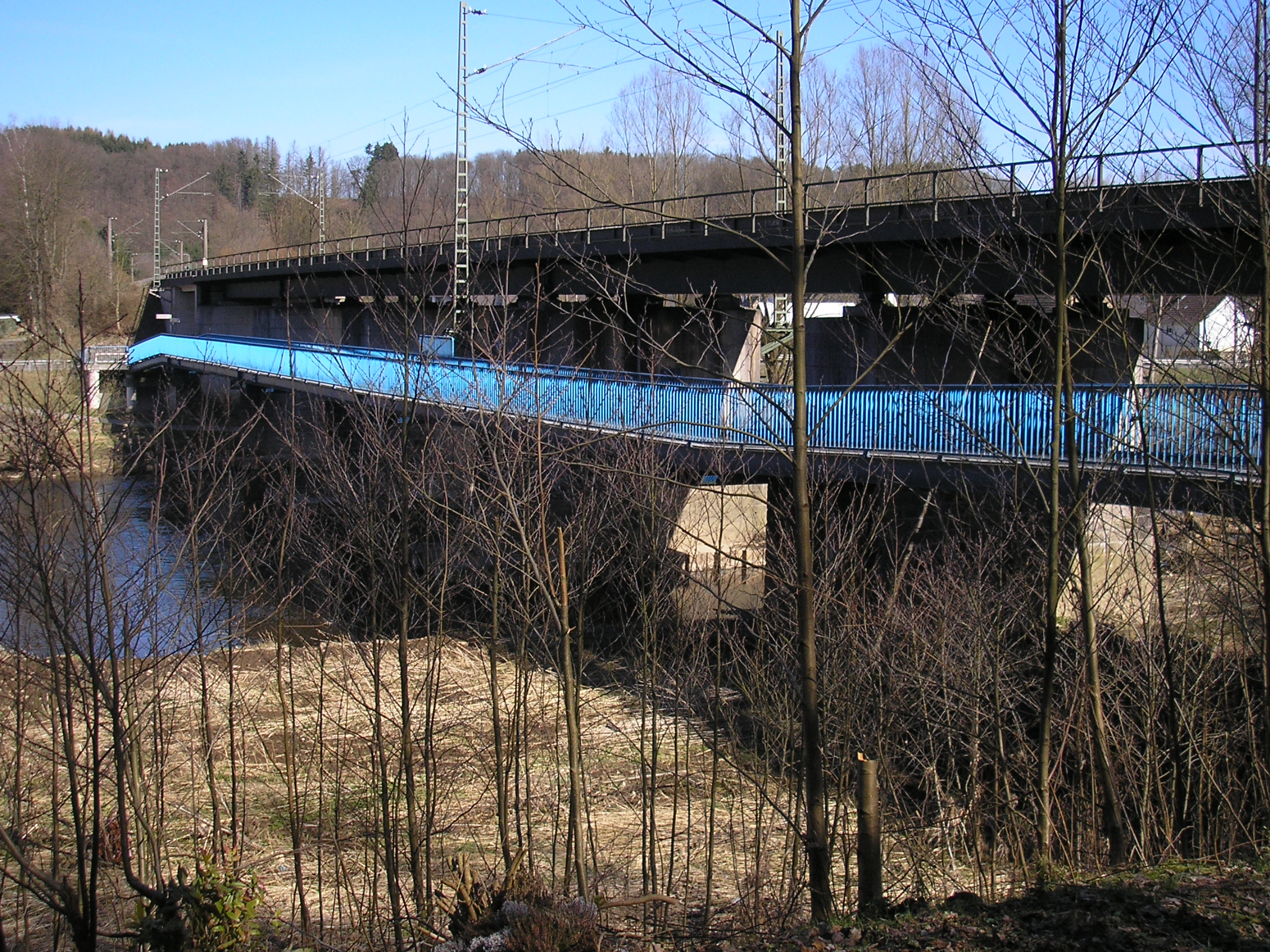
Eisenbahn- und Radwegbrücke in Hoppengarten
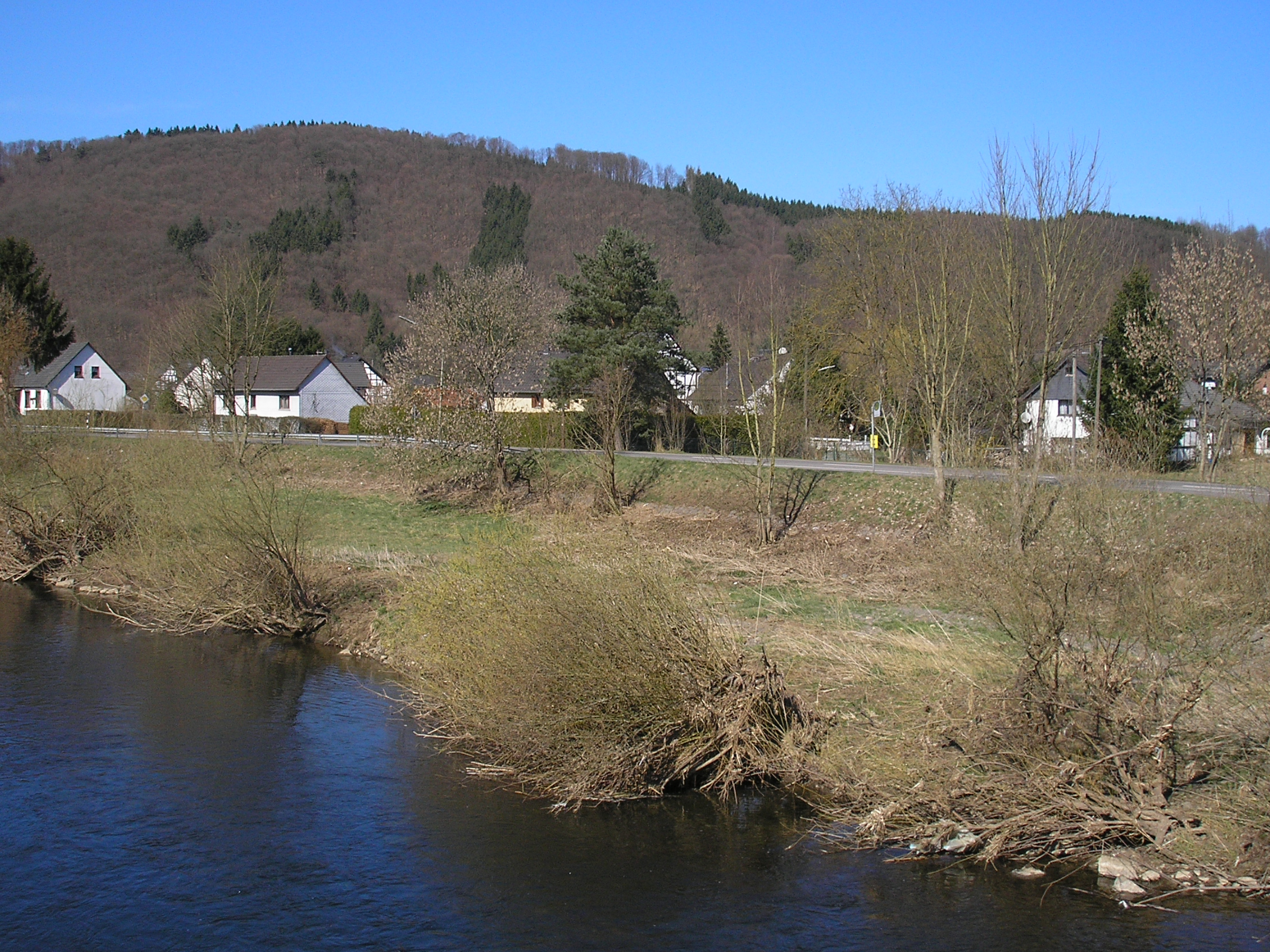
Hoppengarten, unterhalb der Brücke
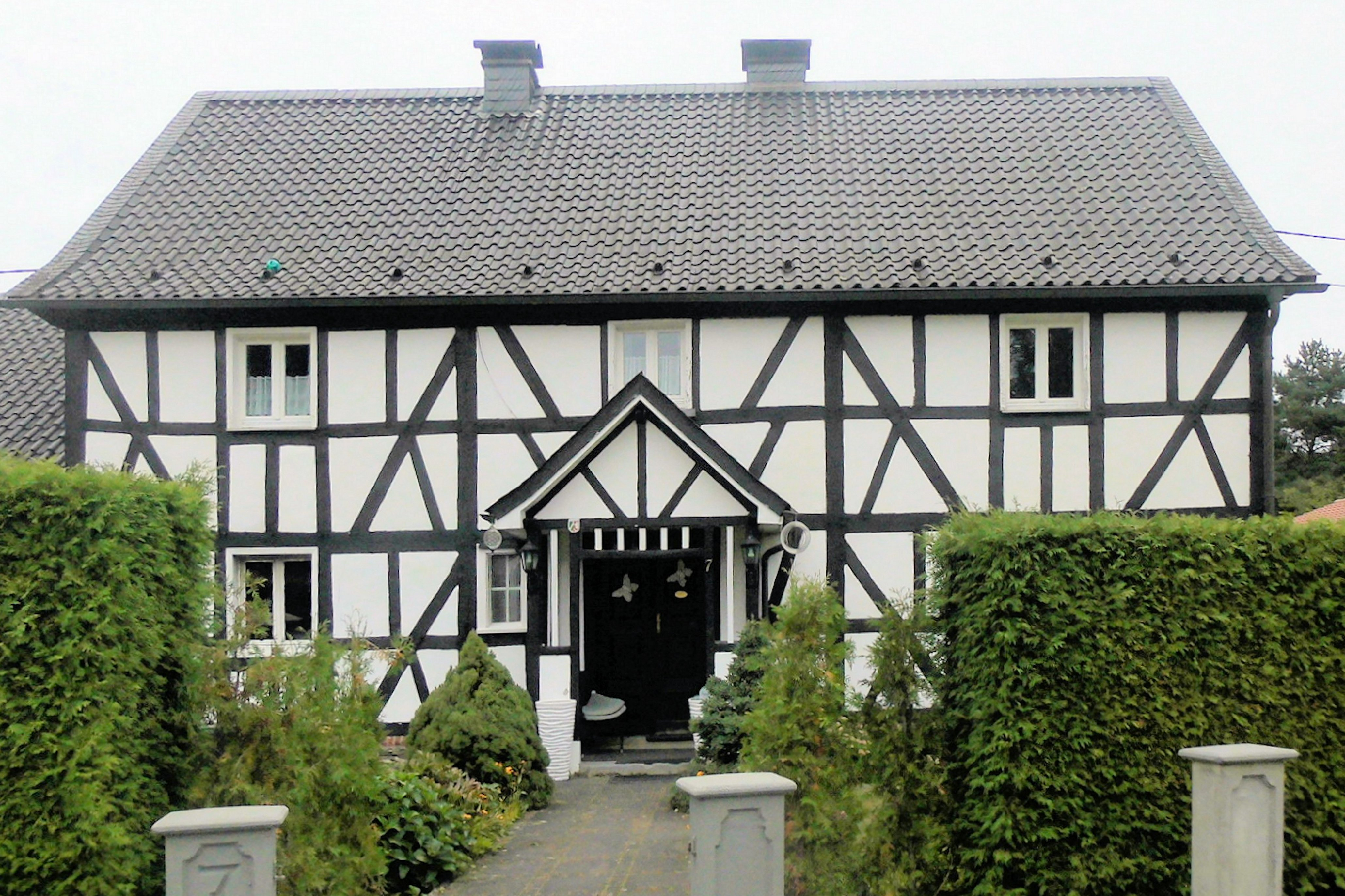
Denkmalgeschütztes Fachwerkhaus Eschenweg 7